# Wichtel

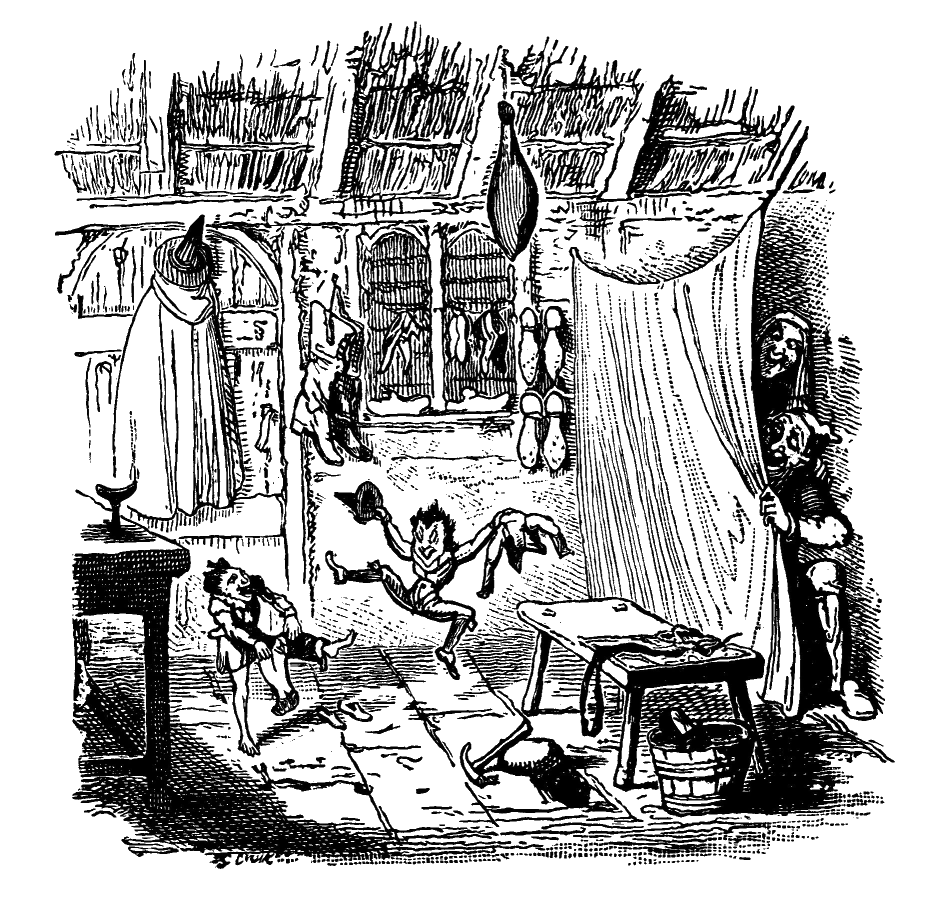
Die Wichtelmänner, Illustration aus Grimms Märchen (1915)

Als Wichtel werden in Märchen, Sagen und Erzählungen Wesen bezeichnet, die von der Gestalt und Art her menschenähnlich sind, aber deutlich kleiner und in eigenen Gemeinschaften lebend. Sie tauchen meist in Gruppen auf, leben unterirdisch, in Höhlen oder in versteckten Ecken in den Häusern der Menschen. Im Allgemeinen sind sie den Menschen gegenüber freundlich und helfen ihnen, meist unaufgefordert, bei der täglichen Arbeit. Bisweilen bitten sie ihrerseits die Menschen um Hilfe, manchmal tauschen sie ein menschliches Kind gegen ein eigenes aus. Oft kommen sie nicht wieder, wenn sie von den Menschen entdeckt wurden.

## Begriffsbildung
Wichtel oder Wichtelmännchen ist ein Diminutiv von Wicht, einem Begriff, der im Altdeutschen allgemein für lebendes Wesen, Geschöpf stand. Er wird nach den Brüdern Grimm fast ausschließlich in der Bedeutung von Kobold, Zwerg gebraucht. Das grammatische Geschlecht ist sächlich. In den skandinavischen Sprachen findet sich der Begriff vætter/vetter/vättar, abgeleitet vom altnordischen vættr, vēttr für Wesen, Geist, Ding, als Sammelbezeichnung für Nissen, Alfen und Trolle. Der Begriff findet sich auch in altnordischen Quellen.
Erwähnung findet im Deutschen außerdem eine Wortbedeutung mit anderem grammatischen Geschlecht: die oder der Wichtel. Dann bezeichnet es in der waidmännischen Tradition eine Lockpfeife bei der Vogeljagd.
Erwähnt wird darüber hinaus der Begriff Wichtelzopf als Bezeichnung für verfilzte Kopfhaare.
Begrifflich abgeleitet ist der aus Skandinavien stammende Brauch des vorweihnachtlichen Wichtelns.
In Österreich und in einigen deutschen Pfadfinderverbänden werden als Wichtel auch die jüngsten weiblichen Mitglieder der Pfadfinderbewegung bezeichnet (Mädchen von ca. sechs bis zehn Jahren), während die gleichaltrigen Jungen Wölflinge oder Wölfe genannt werden.

## Frühe schriftliche Erwähnungen
In der deutschen Übersetzung der Edda werden die Wichtel gemeinsam mit den Riesen und Elfen mit dem Hinweis auf ihre kleine Gestalt erwähnt: „Grünendes Reich die grimmen Riesen, Wachstumwerkstatt der Wichtel und Alfen.“
Die Brüder Grimm referierten im Deutschen Wörterbuch Erwähnungen der Wichtel aus dem 15. und 16. Jahrhundert, so etwa bei Luther als einen kleinen Geist, der in der Küche wohne, bei Salomo Franck als kleines Bergmännlein oder Schrätlein und bei Stephan Agricola, der sie als Teufelein bezeichne, die den Menschen zur Hand gingen. Aus kirchlicher Sicht wurden die Wichtel dem Aberglauben zugeordnet.
Als verwandte Figur gelten die Heinzelmännchen und die Querkel vom Staffelberg.

## Märchen

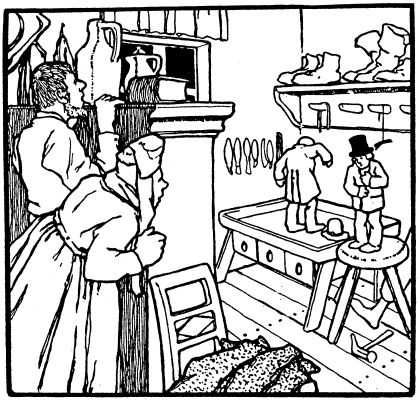
Otto Ubbelohde – Die Wichtelmänner

In den Kinder- und Hausmärchen der Brüder Grimm finden sich drei Märchen, die unter dem Titel Die Wichtelmänner zusammengefasst sind. Im Aarne-Thompson-Uther-Index sind sie unter der Nummer 476 aufgeführt. In diesen Märchen zeigen sich als charakteristischen Eigenschaften und Merkmale die Hilfsbereitschaft und Großzügigkeit der Wichtel, ihr Reichtum, ihr Auftreten in Gruppen, ihre Scheu davor, entdeckt zu werden und ihre Zuordnung zur Anderswelt durch die Zerdehnung der Zeit, die einen Tag in der Sphäre der Wichtel zu einem wesentlich längeren Zeitraum in der menschlichen Welt werden lassen.
In dem ersten Märchen helfen die Wichtel einem schuldlos arm gewordenen Schuster, indem sie die am Abend zurechtgeschnittenen Leder in der Nacht sorgfältig zu schönen Schuhen zusammennähen. Da er sich durch diese Arbeitserleichterung stets mehr Leder leisten kann, welches er am Abend zurechtschneidet, kommt er in Zusammenarbeit mit den Wichteln wieder zu Wohlstand. Eines Nachts beobachten der Schuster und seine Frau die Wichtel bei der Arbeit und sehen, dass sie nackt sind. Die Frau möchte ihnen ihre Dankbarkeit erweisen, näht ihnen passende Kleider und legt sie ihnen hin. Die Wichtel singen und tanzen vor Freude, kommen aber nicht wieder. Die Armut der beiden bleibt aber überwunden.
Im zweiten Märchen wird ein Dienstmädchen schriftlich um Assistenz bei der Taufe eines Wichtelkindes gebeten. Die drei Tage, die sie auf Bitten der Wichtelmännchen bei ihnen verbringt, erweisen sich in der menschlichen Zeitrechnung als drei Jahre.
Das dritte Märchen thematisiert das Motiv das Wechselbalgs, welches einer Mutter anstelle des eigenen Kindes in die Wiege gelegt wird. Dieser Tausch ist aber dadurch wieder rückgängig zu machen, dass das Wechselbalg durch eine unsinnige Handlung so zum Lachen gebracht wird, dass die Wichtelmännchen zurückkommen und ihr Kind wieder mitnehmen.
Die Bezeichnung Wichtel wird in deutschen Übersetzungen skandinavischer Märchen als Übersetzung für die dänisch/norwegische Bezeichnung Nisse oder die schwedisch/finnische Tomte verwendet. Gemeinsam ist ihnen ihr zwergenhafter Wuchs, ihre Nähe zu den Menschen und ihre Freundlichkeit den Menschen gegenüber, die sie von den Kobolden unterscheiden, auch wenn Abgrenzungen hier aufgrund der ehemals mündlichen Überlieferung ungenau bleiben. Häufig leben sie in den Häusern der Menschen, sind ihnen zu Diensten und sind teilweise mit Jahresbräuchen verbunden.
In einem polnischen Märchen kommt ein Wichtel aus dem Kamin und fragt den Hausherrn, ob sie bei ihm ein Fest feiern dürften. Als dieser es erlaubt, kommen viele Wichtelmännchen mit roten Hosen und grünen Wämser auf kleinen Pferden angeritten, Männer, Frauen und ein junges Paar. Nachdem sie genug gefeiert und getanzt haben, verneigen sie sich und hinterlassen eine Perle als Geschenk. Als die Hausherrin beim nächsten Mal ein Loch in die Wand macht, um die Wichtel zu beobachten, verschwinden sie auf Nimmerwiedersehen.

## Orte und Sagen
Die ortsbezogenen Sagen zeigen, dass die Gestalt der Wichtel in unterschiedlichen Gegenden anzutreffen ist. Oft spiegelt sich in ihnen die Auseinandersetzung zwischen dem Volksglauben, zu dem die Wichtel gehörten, und dem Christentum. Die Feindseligkeit der Menschen gegenüber den Wichteln äußere sich darin, dass sie sie gefangen nähmen oder die Eingänge zu ihren Höhlen und Gängen mit Stroh füllten und dies anzündeten. Das führe zum Abzug der Wichtlein, wie dies beispielsweise in der hessischen Sage „Vom Abzug der Wichtelmännchen“ berichtet wird. In dieser Sage wird eine Familie, die immer freundlich zu den Wichteln war, von ihnen zum Abschied reichlich belohnt: „Seit tausend Jahren haben wir im Dosenberge gehaust, jetzt ist unsere Zeit um, wir müssen in ein ander Land; im Berg aber bleibt soviel Geld zurück, dass die ganze Gegend genug daran hätte.“ Das Wichtel lud dem Bauern den Wagen voll Geld, so dass dieser und seine Nachkommen in Wohlstand leben konnten. (vgl. Wichtellöcher (Uttershausen))

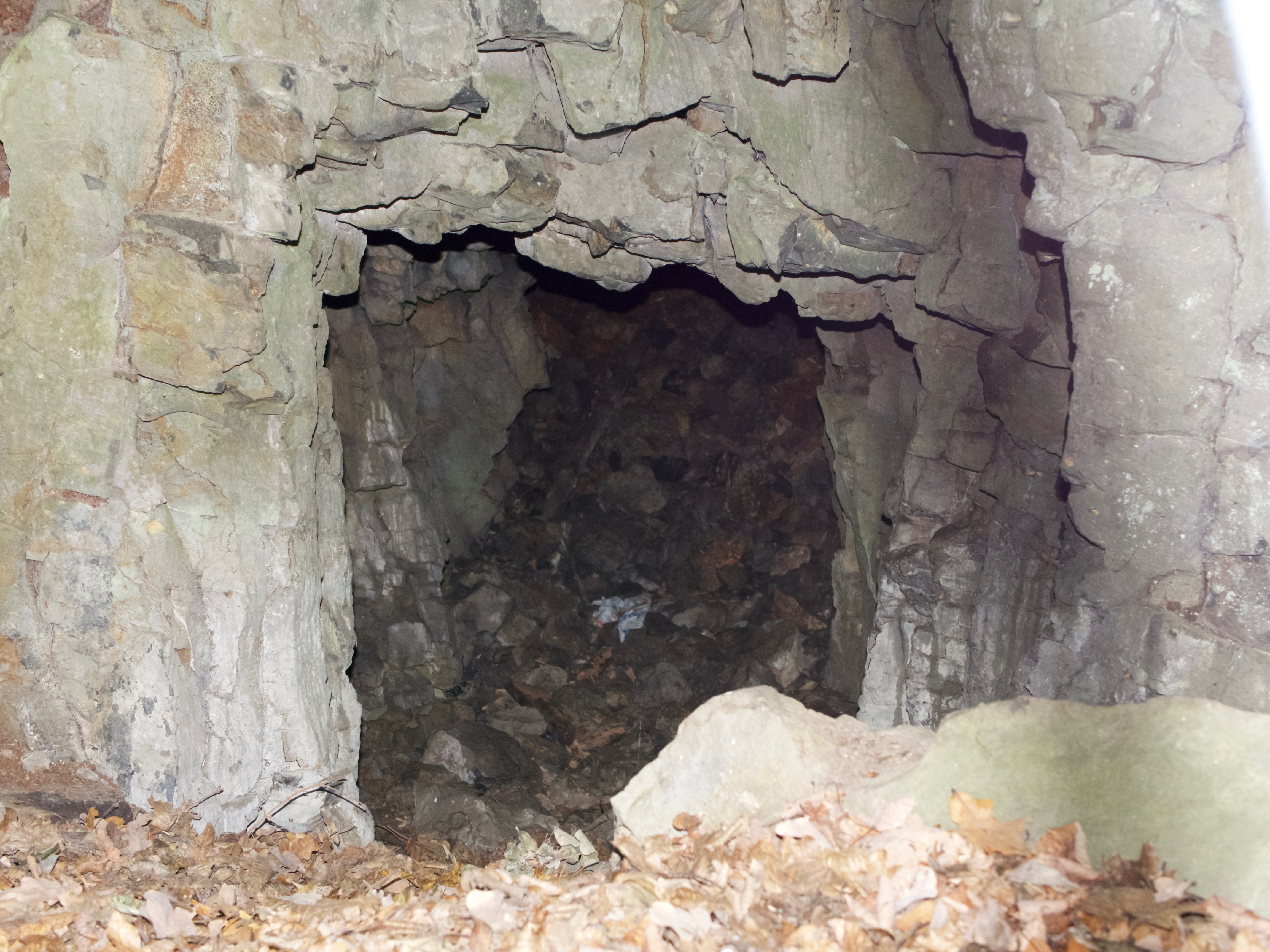
Wichtelloch bei Niedergrenzebach

In der Sammlung hessischer Sagen von Karl Lyncker werden die Wichtel als kleine, daumengroße Wesen mit dicken Köpfen beschrieben, die den Menschen helfen, sie aber auch necken und die sich unsichtbar machen können. Neugeborene soll man durch das Brennenlassen von Licht schützen, damit sie nicht durch ein Wechselbalg ausgetauscht würden. Lyncker sammelte gut zwanzig Berichte über das Auftreten von Wichteln in Hessen.
Einige wenige Wichtelerzählungen finden sich auch in den Sagen aus Sachsen und Thüringen der Sammlung von Emil Sommer.
Eine Anthologie der Zwerge, Wichtel und Gnome aus dem gesamten deutschsprachigen Raum legte die Volkskundlerin Gisela Schinzel-Penth vor.
Der luxemburgische Philologe Nikolaus Gredt legte 1883 eine Sammlung mit etwa 60 volkstümlichen Erzählungen über das Auftreten und Wirken der Wichtelcher im Luxemburger Land vor. Auch sie erfolgen stets mit der Nennung der konkreten Orte ihres Auftretens. Berichtet wird über sogenannte Wichtellöcher, über Gänge durch Felsen, Grotten, aber auch geziegelte Bauten oder schön geweißte viereckige Räume, die beim Pflügen unter der Erde gefunden wurden. Durchgängig sind auch hier die Wichtel den Menschen, besonders den einfachen Menschen aus den niederen Ständen, hilfreich bei der Verrichtung der täglichen Arbeit, verschwinden aber, wenn man ihnen zu nahetritt. Oft geschieht dies auch durch wohlmeinende Aufmerksamkeiten wie das Hinstellen von Nahrung. Umgekehrt spendieren die Wichtel einzelnen Menschen Brot oder Kuchen, was sie aber ebenfalls wieder einstellen, wenn dieses Geheimnis verraten wird. Auch in diesen Sagen findet sich das Motiv der Zeitzerdehnung durch einen Aufenthalt eines Menschen in der Welt der Wichtel. Alle Geschichten liegen erzählerisch in der Vergangenheit und dokumentieren so den Übergang einer unbestimmt vorchristlichen Zeit ins Christentum, welches den Wichteln wie anderen Figuren des Volksglaubens feindlich gegenüberstand.
Einige Orte weisen konkret auf geologische Gegebenheiten hin, zu denen es Geschichten über Wichtel gibt und die als Eingänge zu Höhlen und Gängen der Wichtel auch zur touristischen Tradition der Orte wurden, wie die Wichtelhöhlen bei Bad Kissingen oder die Wichtellöcher in Uttershausen und in Ziegenhain.

## Kinderbücher

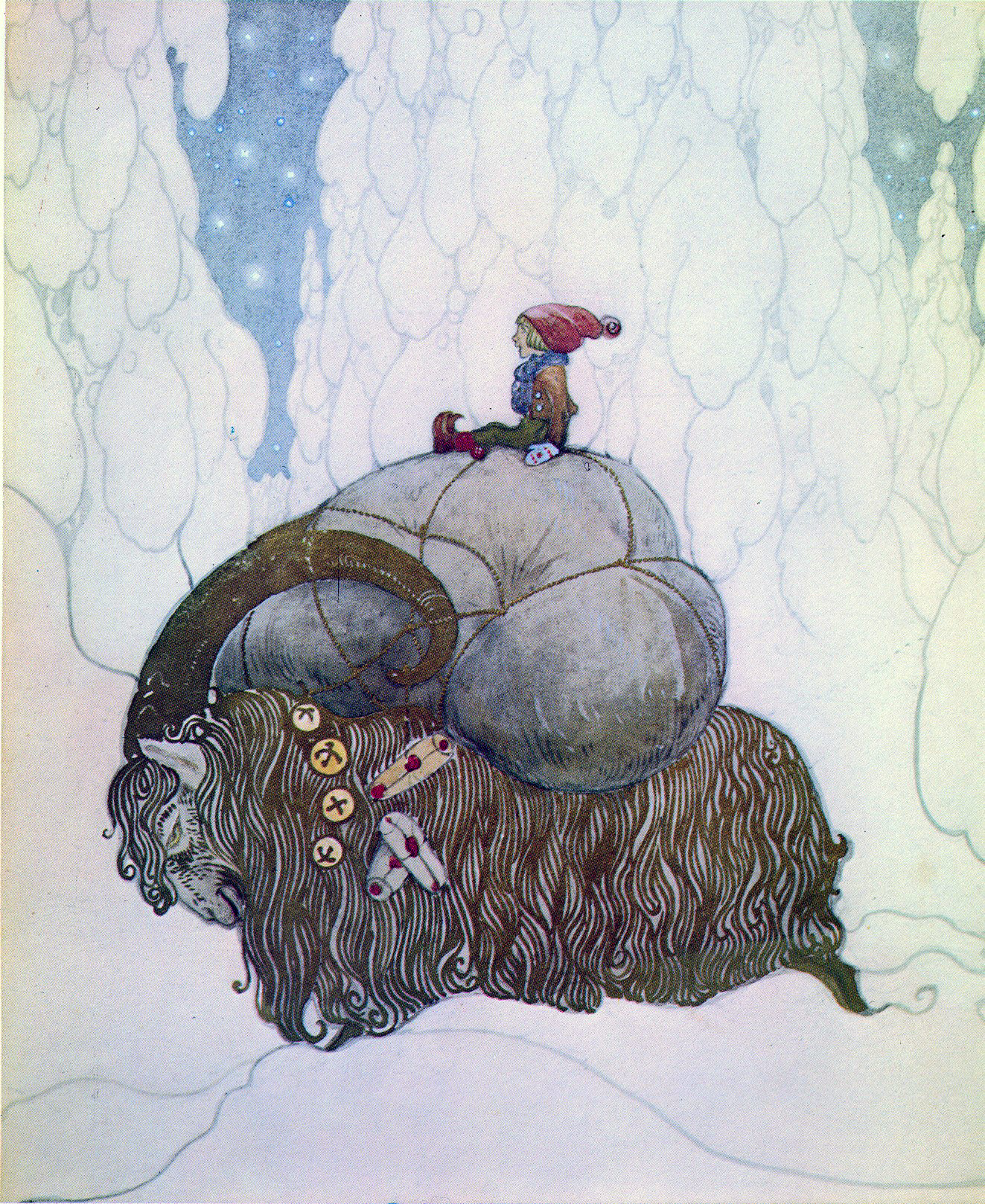
Julenisse und Julbocken von John Bauer, 1912

Von den Märchen und Sagen aus fand die Figur des Wichtels Eingang in zahlreiche Kinderbücher, die meist für kleinere Kinder als Bilderbücher ausgestaltet sind, wie z. B. das Buch Die Wichtelkinder der schwedischen Kinderbuchautorin Elsa Beskow oder Wichtel Nick der niederländischen Malerin und Kinderbuchautorin Admar Kwant und der Märchenerzählerin Arnica Esterl. Zahlreiche Bilderbücher mit Wichteln und Zwergen gestaltete der deutsche Kinderbuchillustrator Fritz Baumgarten.
Besonders häufig findet sich die Figur des Wichtels bei Zeichnern und Autoren aus Skandinavien, bei z. B. bei Sven Nordqvist mit der Geschichte: Das Geheimnis der Weihnachtswichtel. und Astrid Lindgrens berühmten Buch Tomte Tummetott. Auch der 1906/07 erschienene Roman der schwedischen Schriftstellerin Selma Lagerlöf: Die wunderbare Reise des kleinen Nils Holgersson mit den Wildgänsen handelt von einem Wichtel, der allerdings zunächst ein menschlicher Junge war und für seine Streiche von einem Wichtelmann selbst in ein Wichtel verwandelt wurde. Die beliebte Geschichte fand einige Fortsetzungen, wurde in viele Sprachen übersetzt und verfilmt.

## Bräuche
In Dänemark und anderen skandinavischen Ländern gehört das Weihnachtswichtel (dänisch: Julenisse) zur vorweihnachtlichen Tradition in Familien, insbesondere im Umgang mit kleineren Kindern. Diese ist inzwischen auch in Deutschland und anderen europäischen Ländern verbreitet. Das Weihnachtswichtel trägt eine rote Zipfelmütze und rote Schuhe mit einer Spitze und kommt zur Weihnachtszeit auf dem ebenfalls zur Weihnachtstradition gehörenden Julbock geritten.

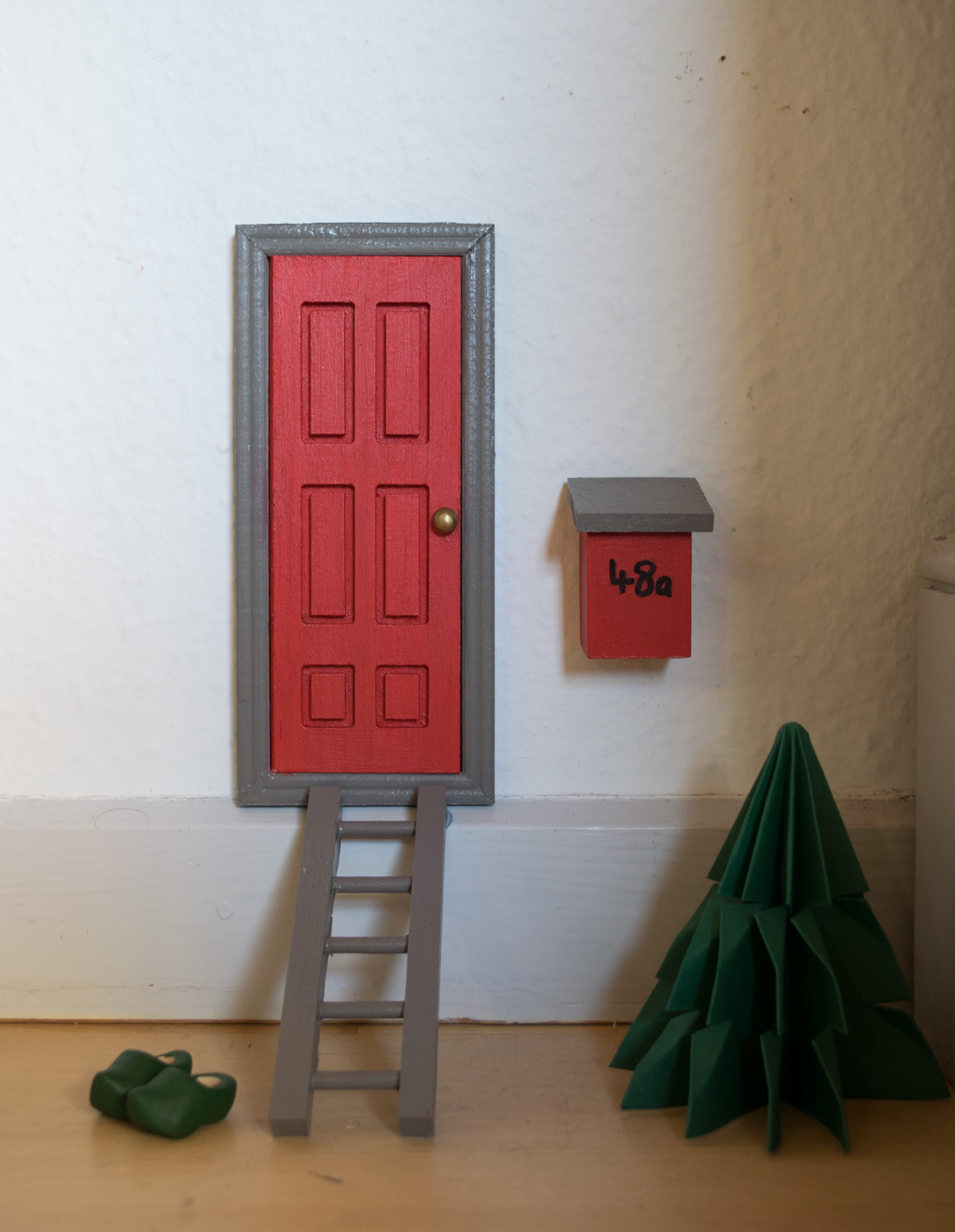
Wichteltür

Zu den Familienbräuchen gehört auch die Wichteltür (dänisch: Nissedør), einer kleinen aufgemalten oder gebastelten Tür über der Fußleiste, die als Eingang für die Wichtel ins Haus angebracht wird. Vor die Wichteltür kann das Kind abends kleine Dinge legen, von denen es meint, dass die Wichtel sie gut gebrauchen könnten. Findet es im Zusammenspiel mit den Eltern stattdessen am Morgen einen kleinen Edelstein oder eine Leckerei, so kann die Illusion entstehen, dass die Wichtel in der Nacht da waren und ihm ein Geschenk gebracht haben. Zu sehen bekommt das Kind die scheuen Wichtel nie, was mit zum Spiel gehört. Auf die Weihnachtswichtel und die Wichteltüren beziehen sich auch einige Kinderbücher. Die kommerzielle Seite dieser Bräuche besteht in einem reichhaltigen Angebot an Weihnachtswichtelfiguren und einem umfangreichen Zubehör, aber auch Anleitungen zum Basteln mit oder für Kinder.
Ein weiterer Brauch ist das Wichteln, bei dem in Gruppen nach zuvor vereinbarten Regeln in der Vorweihnachtszeit kleine Geschenke ausgetauscht werden.